# Regiomontanus
Regiomontanus (hay còn có tên gọi khác là Johannes Müller xứ Könisberg) (1436-1476) là nhà khoa học người Đức. Ông là người đa tài: vừa là nhà toán học, vừa là thiên văn học, vừa là nhà chiêm tinh học. Ông là một trong những người có công đầu trong việc khai sinh ra nền khoa học thời Phục hưng. Đồng thời, ông cũng là một trong những con người cuối cùng của chiêm tinh học thời Trung cổ. Về thiên văn học, ông là nhà khoa học đã dịch ra tác phẩm nổi tiếng Almagest từ tiếng Ả Rập và bình luận về nó trong tác phẩm của mình, Tóm lược về Almagest. Chắc chắn Copernicus, Galilei và nhiều nhà khoa học thời Phục hưng khác sẽ phải vô cùng biết ơn nhà khoa học người Đức này vì nhờ có Tóm lược về Almagest, họ có tài liệu để sử dụng vào nghiên cứu, từ đó có những bước tiến vượt bậc trong khoa học thời Phục hưng. Về toán học, nền toán học hiện đại phải chịu ơn ông vì nhờ có ông, chữ số Ả Rập cùng các ký hiệu toán học thông dụng như bây giờ tồn tại và phát triển, góp phần đưa toán học một bước tiến mới: thay vì người ta phải mất thời gian diễn đạt các phép toán bằng lời, chữ số La Mã và các ký hiệu cồng kềnh thì họ có thể diễn đạt ngắn gọn hơn, súc tích hơn, khoa học hơn và đưa toán học trở nên chuyên nghiệp hơn. Ngoài ra, ông còn lập bảng tính sin và cosin, bảng tính các giá trị lượng giác được xuất bản vào năm 1533. Có thể nói rằng, Regiomontanus là một trong nhiều người khai hỏa cho khoa học của một trong những thời kỳ quan trọng nhất của lịch sử thế giới, Phục hưng. Để tưởng nhs những công lao nói trên của ông, 9307 Regiomontanus, tiểu hành tinh thuộc vành đai chính, được đặt theo tên ông